# Приповетка
Приповетка (ијек. приповијетка) јесте посебна, модерна књижевна форма кратке прозе, чија је главна особина у јакој компресији садржаја.

## Дефиниција
Приповетка је сама по себи створена форма. Приповетке користе радњу, резонанцу и друге динамичке компоненте као у роману, али обично у мањој мери. Иако се приповетка у великој мери разликује од романа или новеле/кратког романа, аутори углавном црпе из заједничког извора књижевних техника.
Проблематично је да се утврди шта тачно раздваја приповетку од дужих фикционих формата. Класична дефиниција приповетке је да треба да је могуће да се прочита у једном заседању, као што је то веома јасно наглашено у есеју Едгара Алана Поа „Филозофија композиције“ (1846). Према Вилијам Фолкнеру, приповетка се темељи на лику, и посао писца је да „... каска иза њега с папиром и оловком покушавајући да се одржи довољно дого да забележи оно што се говори и ради.”
Неки аутори тврде да приповетка мора имати строгу форму. Самерсет Мом је сматрао да приповетка „мора да има одређени дизајн, који укључује полазиште, врхунац и тачку испитивања; другим речима, мора имати заплет“. Међутим, овом ставу се супротставља Антон Чехов који је сматрао да прича не сме да има ни почетак ни крај. То би требало да буде само „делић живота“, сугестивно представљен. Сукумар Азхикод је приповетку дефинисао као „кратки прозни наратив са интензивним епизодним или анегдотским ефектом“. Писци кратких прича могу своја дела да дефинишу као део уметничког и личног израза форме. Они такође могу да покушају да се одупру категоризацији према жанру и фиксној формацији.
Приповетке имају дубоке корене и моћ кратке фантастике била је препозната је у модерном друштву стотинама година. Као што је награђивани британски аутор и писац приповедака Вилијам Бојд напоменуо:
[кратке приче] изгледа да одговарају на нешто врло дубоко у нашој природи, као да се током његовог казивања ствара нешто посебно, нека суштина нашег искуства бива екстраполисана, неки привремени смисао настаје од нашег заједничког, турбулентног пута ка гробу и забораву.

## Дужина
У погледу дужине, број речи обично износи од 1.000 до 4.000 за кратке приче, међутим неке имају 15.000 речи и још увек су класификоване као кратке приче. Приче од мање од 1.000 речи понекад се називају „кратким приповеткама“ или „флеш фикцијом“.
Кратке приче немају задату дужину. Не постоји званично разграничење између анегдоте, приповетке и романа. Уместо тога, параметри форме дати су из реторичког и практичног контекста у којем се дата прича производи и разматра тако да оно што чини приповетку може да се разликује између жанрова, земаља, доба и коментатора. Као и роман, превладавајући облик приповетке одражава захтеве доступних тржишта за објављивање, а еволуција облика је уско повезана са еволуцијом издавачке индустрије и смерницама за подношење радова њених конститутивних издавачких кућа.
Као референтна тачка за писце жанра, Амерички писци научне фикције и фантазије дефинишу дужину приповетке у смерницама за подношење предлога за Небула награде за научну фантастику као радове са мање од 7.500 речи.

## Настанци
Приповетке датирају још из периода традиција усменог преношења које су произвеле важне приче као што су Хомерова Илијада и Одисеја. Ове приче су преношене у ритмичном, поетском формату, са римама као олакшицом људима да запамте садржај приче. Ове приче су подељене на краће делове, како би приповедачу било олакшано пренети их у деловима.
Бајке, које су, у ствари, народне приче са експлицитном поуком, су по Херодоту изумљене од стране грчког роба имена Езоп, у шестом веку пре нове ере. Многе од тих прича су сачуване и познате и данас, као Езопове басне.
Други давни облик кратке приче, анегдоте, биле су популарне у доба Римског царства. Анегдоте су функционисале као врста параболе, кратка реалистична прича која има поуку. Анегдоте сачуване из тог периода су касније сакупљене, у 13. или 14. веку, у збирци „Геста Романум“. Сматра се да су се изворима из те књиге касније користили Чосер, Говер, Бокачо, Шекспир.
У Европи, традиција усмене предаје почиње да се претвара у писану форму у раном 14. веку, најпознатији пример су Чосерове Кантерберијске приче и Бокачов Декамерон. Обе књиге су компоноване од индивидуалних кратких прича које се дужином и садржајем разликују. У доба ренесансе термин новела се користио за кратку причу.
Крајем 17. века у Француској се издају традиционалне бајке (најпознатија колекција је припремљена од Шарла Пероа). Појава Антоан Галановог првог модерног превода Хиљаду и једне ноћи (1704.) има јак утицај на кратку причу 18. века, нпр. Волтер, Дидро и други.

## Модерна приповетка
Модерна приповетка као властити жанр настала је у Италији, у раном 19. веку. Рани примери збирки кратких прича укључују Бајке браће Грим (1824-1826), Гогољеве „Вечери на салаши крај Дикањке“ (1831-1832), „Гротеске и арабеске“ (1836) Едгара Алана Поа, „Двапут испричане приче“ Натанијела Хоторна (1842). У другом делу 19. века, раст тржишта штампаних магазина и журнала креирао је јаку потражњу за кратком причом, између 3.000 и 15.000 речи дужине. Међу познатим причама из овог периода је Павиљон бр. 6, Антона Чехова.
У првој половини 20. века, појављују се квалитетни часописи, који издају кратке приче. Потраживања за кратким причама су огромне, то је била фантастична зарада, тако да су се многи славни писци бавили писањем за новине, како би платили неке своје трошкове, као нпр. Чехов.
Потраживање за кратким причама доживело је средином 20. века свој максимум, када је, 1952, магазин „Лајф“ штампао Хемингвејеву дужу приповетку (која се више сматра новелом) "Старац и море". Издање са овом причом продано је у 5.300.000 примерака у само два дана. Од тада се број магазина који издају приповетке смањује.
Један од понових успона приповетке настаје крајем 20. века у филмској индустрији, у вези са прављењем кратких играних филмова који трају од једне до 40 минута, а заснивају се на самој приповеци.

## Награде за кратку причу
Проминентне награде за приповетке као што су Награда Сандеј Тајмса за приповетку, Бибисијева национална награда за приповетке, В. С. Причет Скотова књижевна награда Краљевског друштва за приповетке, Награда за кратку причу лондонског магазина, Награда за кратку причу Пин Дроп студија и многе друге, привлаче стотине пријава сваке године. Објављени и необјављени писци учествују и шаљу своје приче из целог света.
Године 2013, Алис Манро је награђена Нобеловом наградом за књижевност, и била је названа „мајстором савремене приповетке“. Она је изјавила да се нада да ће награда привући пажњу читалаштва на приповетке, као и да ће приповетке бити признате по њиховој сопственој заслузи, уместо „нешто што људи раде пре него што напишу свој први роман.“ На приповеткама су исто тако радили и други лауреати, као што су Паул Хајзе 1910. и Габријел Гарсија Маркес 1982.